# Società Sportiva Sambenedettese 1948-1949
Questa voce raccoglie le informazioni riguardanti la Società Sportiva Sambenedettese nelle competizioni ufficiali della stagione 1948-1949.

## Rosa
| N. |                   | Ruolo | Calciatore            |
| -- | ----------------- | ----- | --------------------- |
|    | Italia (bandiera) | C     | Giuseppe Assenti (II) |
|    | Italia (bandiera) | D     | Tommaso Brignone      |
|    | Italia (bandiera) | P     | Serafino Capralini    |
|    | Italia (bandiera) | A     | Alfredo Chiaretti     |
|    | Italia (bandiera) | C     | Paolo Colli           |
|    | Italia (bandiera) | A     | Giannino Di Teodoro   |
|    | Italia (bandiera) | A     | Marcello Flammini     |
|    | Italia (bandiera) | A     | Angelo Maruzzella     |
|    | Italia (bandiera) | A     | Rossi                 |
|    | Italia (bandiera) | A     | Alfredo Notti         |
|    | Italia (bandiera) | A     | Benedetto Paci (II)   |

| N. |                   | Ruolo | Calciatore            |
| -- | ----------------- | ----- | --------------------- |
|    | Italia (bandiera) | C     | Costantino Paci (I)   |
|    | Italia (bandiera) | C     | Luigi Palestini (IV)  |
|    | Italia (bandiera) | A     | Antonio Palestini (V) |
|    | Italia (bandiera) | C     | Francesco Palma       |
|    | Italia (bandiera) | D     | Lamberto Pignotti     |
|    | Italia (bandiera) | P     | Osvaldo Poliandri     |
|    | Italia (bandiera) | A     | Pasquale Sansolini    |
|    | Italia (bandiera) | C     | Sirio Santi           |
|    | Italia (bandiera) | D     | Epimerio Taffoni (II) |
|    | Italia (bandiera) | A     | Filippo Traini (II)   |